# Rektorat Świętej Trójcy w Rzeszowie
Rektorat Świętej Trójcy w Rzeszowie – rektorat rzymskokatolicki w diecezji rzeszowskiej, w dekanacie Rzeszów Fara.

## Historia
Kościół pw. Świętego Ducha istniał już w 1469 roku. W czasie najazdu Rakoczego w 1657 roku, kościół spłonął, ale został odbudowany przez proboszcza szpitalnego i prepozyta rzeszowskiego. W 1661 roku został konsekrowany pw. Trójcy Przenajświętszej. Około 1720 roku z powodu niebezpieczeństwa grożącego od wylewów Wisłoka, został ponownie przebudowany. W I połowie XIX wieku dokonano znacznej przebudowy kościoła.
W 1977 roku ks. prał. Jan Stączek rozpoczął starania o otwarcia kaplicy dala potrzeb kultu religijnego. W 1980 roku Urząd Miasta przekazał parafii Farnej kościół pw. Świętej Trójcy. 19 czerwca 1981 roku bp Ignacy Tokarczuk, utworzył  rektorat. Po kilkuletnim remoncie, poświęcenia kościoła dokonał bp Edward Białogłowski, 5 lipca 1992 roku bp Edward Białogłowski poświęcił kościół. 
W 2003 roku w kościele rozpoczęto odprawiać nabożeństwa greckokatolickie. W 2012 roku, kościół został przekazany grekokatolikom dla parafii Zaśnięcia Najświętszej Bogurodzicy i według umowy jest nadal współużytkowany przez oba obrządki.
Rektorzy kościoła:
1981–2009. ks. Feliks Flejszar.
2009–2012. ks. Jerzy Grudniak.